# كلوديا لامب
كلوديا لامب (بالإنجليزية: Claudia Lamb)‏ هي صحفية وإذاعية وممثلة أمريكية، ولدت في 3 ديسمبر 1963.

## وصلات خارجية
- كلوديا لامب على موقع IMDb (الإنجليزية)
- كلوديا لامب على موقع قاعدة بيانات الفيلم (الإنجليزية)